# Louis Segond
Louis Segond (Plainpalais, 3 maggio 1810 – Ginevra, 18 giugno 1885) è stato un teologo svizzero.
Su richiesta della Compagnie des Pasteurs di Ginevra, ha tradotto la Bibbia in francese a partire dai testi originali ebraici e greci.
La traduzione dell'Antico Testamento è stata pubblicata a tappe, nell'arco di circa un decennio, mentre la raccolta completa è apparsa nel 1873 (con la data del 1874) per i tipi delle Éditions Cherbuliez. Per quanto riguarda il Nuovo Testamento, l'anno 1878 si caratterizza per la pubblicazione del Vangelo di Matteo, seguito l'anno dopo da quello di Giovanni. Fu nel 1880 che il Nuovo Testamento completo vide la luce, sempre per le Éditions Cherbuliez.
Louis Segond non voleva che da vivo si modificasse la sua traduzione ma aveva fatto sapere che, dopo la sua scomparsa, gli editori avrebbero potuto fare ciò che volevano. Fu dunque ventiquattro anni dopo la sua morte, che nel 1909  fu programmata una revisione del suo lavoro. Questa revisione condusse alla versione del 1910. Una nuova revisione è stata completata nel 1979 a cura della Nouvelle Edition de Genève.